# Cançó de Bressol (Weinberg)
Cançó de Bressol, op. 1, va ser composta per Mieczysław Weinberg el 24 d'octubre de 1935.
Tot i portar l'op. 1, no és el primer treball de Weinberg, ja havia escrit música durant la seva estada a Varsòvia. Aquestes no s'han conservat perquè Weinberg va haver de fugir amb divuit anys i probablement només es va endur dues masurques amb ell.
L'obra s'inicia amb una obertura delicada i clara, que durant cinc minuts va creixent en intensitat, amb un moviment flotant que expressa més angoixa que consol. Aquesta nana sembla reflectir el sofriment d'un pare o mare, més que buscar la serenitat del nen. Aquesta peça primerenca pertany a l'etapa neoimpressionista de Weinberg, abans que experimentés un canvi radical influenciat per la Cinquena Simfonia de Xostakóvitx, que va escoltar a Minsk. Weinberg va compondre altres nanes, i el característic moviment oscil·lant en intervals amb les quartes perfectes esdevingué una marca distintiva del seu llenguatge musical.
Allison Brewster Franzetti la va enregistrar per primera vegada el 2012.